# Estación de Ameixial
La Estación Ferroviaria de Ameixial, también conocida como Estación de Ameixial, fue una antigua plataforma ferroviaria de la Línea de Évora, que servía a la localidad de São Bento do Ameixial, en el ayuntamiento de Estremoz, en Portugal.

## Descripción

### Vías y plataformas
En enero de 2011, contaba con dos vías de circulación, ambas con 295 metros de longitud, y con una solo plataforma, que presentaba 45 centímetros de altura, y 62 metros de extensión.

## Historia
Esta estación fue inaugurada, junto con el tramo que la unía a Évora, el 22 de diciembre de 1873. Fue la estación terminal de la Línea de Évora hasta el 1 de agosto de 1905, fecha en que esta vía férrea fue prolongada hasta Vila Viçosa; en este tramo, fue instalada la estación de Estremoz, dejando esta plataforma de servir a la localidad. En el mismo día, la estación fue colocada en una zona especial de transportes de corteza para Barreiro.
El tramo entre Évora y Estremoz fue cerrado al tráfico de pasajeros el 1 de enero de 1990.